# 정종흔
정종흔(1943년 11월 11일 ~ )은 대한민국의 정치인이다. 제8대 시흥시장, 관선 가평군수, 이천군수등을 역임했다.

## 역대 선거 결과
|  | 39.21% |

|  | 11.27% |

|  | 0% |